# س. مورتون هورن
س. مورتون هورن (بالإنجليزية: C. Morton Horne)‏ هو مؤلف أيرلندي، ولد في 1885، وتوفي في 1916.